# Saro
Saro és un municipi situat en la Comunitat Autònoma de Cantàbria, en la comarca del Pas-Pisueña. Els seus límits són: al nord amb Santa María de Cayón, a l'oest amb Villafufre, a l'est amb San Roque de Riomiera i al sud amb Villacarriedo.

## Localitates
- Llerana.
- Saro (Capital).

## Demografia
| 1900 | 1910 | 1920 | 1930 | 1940 | 1950 | 1960 | 1970 | 1980 | 1990 | 2000 | 2007 |
| ---- | ---- | ---- | ---- | ---- | ---- | ---- | ---- | ---- | ---- | ---- | ---- |
| 709  | 649  | 713  | 656  | 765  | 692  | 485  | 595  | 614  | 599  | 527  | 513  |

Font: INE

## Administració
| Eleccions municipals, 23 de maig de 2003 |      |        |          |
| Partit                                   | Vots | %      | Regidors |
| PP                                       | 323  | 78,97% | 6        |
| PSOE                                     | 62   | 15,16% | 1        |

| Eleccions municipals, 27 de maig de 2007 |      |        |          |
| Partit                                   | Vots | %      | Regidors |
| PP                                       | 270  | 67,84% | 5        |
| PRC                                      | 74   | 18,59% | 1        |
| PSOE                                     | 48   | 12,06% | 1        |